# 10612 Уффаліз
10612 Уффаліз (10612 Houffalize) — астероїд головного поясу, відкритий 3 травня 1997 року.
Тіссеранів параметр щодо Юпітера — 3,277.